# Jos Strijkers
Jos Strijkers (Urmond, 1 april 1961) is een voormalig Nederlands voetbalkeeper die tijdens zijn profloopbaan uitsluitend voor FC VVV uitkwam.
Strijkers maakte samen met spelers als Ruud Gullit en Erwin Koeman deel uit van het Nederlands voetbalelftal onder 19 jaar. De doelman kwam in de belangstelling van clubs als Roda JC, PSV, MVV en Fortuna SC, maar maakte halverwege het seizoen 1978-79 op zeventienjarige leeftijd zijn overstap bekend van amateurclub Urmondia naar de toenmalige eredivisionist, maar latere degradant FC VVV. In het seizoen 1979-80 werd Strijkers toegevoegd aan de selectie van het eerste elftal, als derde keus achter Jochen Vieten en Tom Tullemans.
In het seizoen 1980-81 moest hij aanvankelijk Tullemans nog voor zich dulden. Na een 6-1 nederlaag bij sc Heerenveen op 27 augustus 1980 werd Tullemans geslachtofferd door trainer Jan Morsing en kreeg Strijkers een kans. Op 30 augustus 1980 maakte hij zijn competitiedebuut in een met 4-0 verloren uitwedstrijd bij SC Veendam. Ook in de daaropvolgende wedstrijd, vier dagen later thuis tegen SVV (4-1), stond hij onder de lat. Op 7 september 1980, in de met 4-2 (na verlenging) gewonnen bekerwedstrijd tegen SC Heracles, moest hij zich na een uur met een vingerblessure laten vervangen door Tullemans, die daarmee een herkansing kreeg. Nadat Eddy Sobczak in de loop van dat seizoen bij VVV terugkeerde, werd Strijkers weer derde keus. Dat bleef hij in het seizoen 1981-82, omdat de nieuwe trainer Sef Vergoossen de voorkeur gaf aan Gerrit Vooys en Tom Tullemans.
In 1982 zegde Strijkers het betaald voetbal vaarwel. Hij ging bij SV Limburgia aan de slag en keepte na 1987 nog bij VV Sittard en EHC. In 1989 maakte hij een comeback bij Urmondia, waar hij niet onder de lat ging staan maar in de spits. In 1992 trok hij toch weer de keepershandschoenen aan, voor het naar de Eerste Klasse gepromoveerde RKSV Lindenheuvel, om in 1994 weer terug te keren bij Urmondia.

## Clubstatistieken
| Seizoen         | Club            | Competitie      | Competitie | Competitie | Beker | Beker | Overige | Overige | Totaal | Totaal |
| Seizoen         | Club            | Competitie      | Wed.       | Dlp.       | Wed.  | Dlp.  | Wed.    | Dlp.    | Wed.   | Dlp.   |
| --------------- | --------------- | --------------- | ---------- | ---------- | ----- | ----- | ------- | ------- | ------ | ------ |
| 1979/80         | FC VVV          | Eerste divisie  | 0          | 0          | 0     | 0     | —       | —       | 0      | 0      |
| 1980/81         | FC VVV          | Eerste divisie  | 2          | 0          | 1     | 0     | —       | —       | 3      | 0      |
| 1981/82         | FC VVV          | Eerste divisie  | 0          | 0          | 0     | 0     | 0       | 0       | 0      | 0      |
| Carrière totaal | Carrière totaal | Carrière totaal | 2          | 0          | 1     | 0     | 0       | 0       | 3      | 0      |